# Capitães de Abril
Capitães de Abril é um filme de drama e ficção histórica de 2000, realizado por Maria de Medeiros, uma coprodução entre Portugal, Espanha, Itália e França. Foi a primeira longa-metragem de Maria de Medeiros como realizadora, tendo alcançado um assinalável sucesso na bilheteira portuguesa.
A história do filme é baseada no golpe de estado militar que ocorreu em Portugal no dia 25 de Abril de 1974 e presta homenagem aos jovens soldados que resgataram a sua pátria desse tempo obscuro, destacando-se Salgueiro Maia.

## Sinopse
Na noite de 24 para 25 de Abril de 1974, a rádio emite uma canção proibida: "Grândola, Vila Morena". Poderia apenas ter sido a insubmissão de um jornalista rebelde mas, na realidade, é um dos sinais programados do golpe de estado militar que vai transformar completamente o país, sujeito à ditadura do Estado Novo durante várias décadas, e o destino das colónias portuguesas em África e em Timor-Leste.
Ao som da voz do poeta e cantor José Afonso, as tropas insurgidas tomam os quartéis. Cerca das três horas da madrugada, marcham para Lisboa. Pouco depois do triste acontecimento militar no Chile, a Revolução dos Cravos distingue-se pelo carácter aventureiro, mas também pacífico e lírico do seu decorrer.
Estas 24 horas de revolução são vividas por três personagens principais: dois capitães e uma mulher que é professora de literatura e jornalista.

## Elenco
- Stefano Accorsi… Salgueiro Maia
- Maria de Medeiros… Antónia
- Joaquim de Almeida… Gervásio
- Frédéric Pierrot… Manuel
- Fele Martínez… Lobão
- Manuel João Vieira… Fonseca
- Marcantónio Del Carlo… Silva
- Emmanuel Salinger… Botelho
- Rita Durão… Rosa
- Manuel Manquiña… Gabriel
- Duarte Guimarães… Daniel
- Manuel Lobão… Fernandes
- Luís Miguel Cintra… Pais
- Joaquim Leitão… Filipe
- Henrique Canto e Castro… Salieri
- Rogério Samora… Rui Gama
- Pedro Hestnes… Emílio
- Marcello Urgeghe… locutor da rádio
- José Airosa… Paulo Ruivo
- José Boavida… técnico da rádio
- António Capelo… Chamarro
- Ruy de Carvalho… Spínola
- Ricardo Pais… Marcelo Caetano
- José Eduardo… Virgílio
- Peter Michael… Pedro
- Raquel Mariano… Amélia
- Horácio Santos… Cesário
- Otelo Saraiva de Carvalho… Voz dele próprio
- João Reis… Voz portuguesa de Salgueiro Maia
- Vitor Rocha… Delegado de Spínola / Voz portuguesa de Manuel
- Miguel Moreira… Voz portuguesa de Botelho
- Pedro Carraça… Voz portuguesa de Lobão
- Sérgio Godinho… Voz portuguesa de Gabriel

## Prémios
- Apresentado na secção "Un certain regard" no Festival de Cannes, em 2000.
- Prémio do Público no Festival de Arcachon.
- Prémio do melhor filme na Mostra Internacional de São Paulo, em 2000.
- Prémio do melhor filme e melhor atriz (Maria de Medeiros), pelo Globo de Ouro, em 2001.